# A&J Microdrive
A&J Microdrive, psané také jako A & J Microdrive, je vnější paměťové zařízení určené pro počítače Timex Sinclair. Paměťová média zvaná wafer jsou tvořena smyčkou nekonečné pásky. Zařízení existuje ve verzi pro počítače Timex Sinclair 1500 a pro počítače Timex Sinclair 2068. Zařízení vzniklo jako vylepšená varianta CAI ESF stringy floppy.

## Varianta pro počítače Timex Sinclair 1500
Ve variantě pro počítač Timex Sinclair 1500 je načítání a ukládání dat prováděno prostřednictvím obslužného programu z jeho vlastní ROM. Obslužný program je možné spustit ve dvou režimech - ekonomickém, který nevyžaduje žádnou volnou RAM, a plném, který vyžaduje 1 KiB volné paměti RAM. Ekonomický režim se spouští příkazem PRINT USR 12348 a nabízí čtyři možnosti: SAVE PROGRAM, LOAD PROGRAM, RETURN TO BASIC a CERTIFY. Plný režim se spouští příkazem PRINT USR 12345 a nabízí devět možností: GET WAFER DIRECTORY, LOAD PROGRAM, SAVE BASIC PROGRAM, INITIALIZE WAFER, RETURN TO BASIC, LOAD BY NUMBER, SAVE MACHINE PROGRAM, SELECT DRIVE a COPY WAFERS.
Zařízení nebylo možné možné provozovat společně textovým procesorem Memotext.

## Varianta pro počítače Timex Sinclair 2068
Interface varianty pro počítače Timex Sinclair 2068 má konektory pro připojení dvou mechanik, Drive 0 a Drive 1, konektor pro paralelní tiskárnu a průchozí konektor pro všechny signály systémového konektoru.
Varianta pro počítače Timex Sinclair 2068 se ovládá stejnými příkazy SAVE, LOAD a VERIFY, které se používají pro práci s magnetofonem. Aby se odlišilo, zda se pracuje s magnetofonem, nebo s A&J Microdrive, při práci s A&J Microdrive musí název souboru začínat znakem @. Ovládací software je uložen v PROM a aktivuje se automaticky po spuštění počítače.
Před použitím média je nutné toto médium nejprve naformátovat. Pro formátování se nepoužívá příkaz FORMAT, ale je nutné použít příkaz SAVE "@1,+".
Při ukládání souboru je nutné určit pořadí souboru, které je určeno číslem následujícím za znakem @. Pro ukládání souboru se tedy používá příkaz ve struktuře SAVE "@n,název". Protože celý název souboru může mít nejvýše 10 znaků, pro vlastní název zbývá sedm znaků.
Při nahrávání souboru do paměti počítače není nutné číslo souboru používat, postačuje použít znak @ následovaný názvem souboru.
Zařízení neumožňuje získat seznam uložených souborů, takže uživatel je nucen vést si informaci o tom, kolik souborů je už na médiu uloženo. Také je nutné ukládat nové soubory až za existující záznamy. Není možné uložit soubor na pozici, za kterou jsou již uloženy nějaké soubory, protože hrozí jejich přepsání. Uživatel také nemá možnost získat informaci, kolik volného místa je ještě na médiu.
Pro pořadí souboru se používají čísla 1 - 9, ale více než devět souborů je možné uložit na médiu s využitím znaků ASCII za číslem 9. Desátý soubor tak lze uložit na pozici :, další pak na pozici ;.
Přibližně od května 1985 začaly místo původních mechanik být používány mechaniky typu 1000.